# Good Job! (jeu vidéo)
Good Job! est un jeu vidéo de puzzle, développé par Paladin Studios et édité par Nintendo sur Nintendo Switch. Le jeu est sorti immédiatement après la diffusion Nintendo Direct Mini du 26 mars 2020.

## Synopsis
Le fils d'un PDG d'une grande entreprise et le principal protagoniste du jeu se fait engager dans l’entreprise paternelle après avoir passé plusieurs années en formation. Il devra commencer en bas de la hiérarchie et, malgré son manque de talent, monter peu à peu les échelons.

## Système de jeu
Le joueur commence un niveau avec une cinématique expliquant la tâche à effectuer. Il peut ensuite utiliser tout son environnement pour y parvenir, bien que certains collègues montrent parfois de l’opposition ou bien tentent de l’aider. Le joueur peut notamment actionner des mécanismes et déplacer des objets de façon différente selon leur taille et comment il le déplace si l’objet est très gros (par exemple, un container peut être facilement déplacé par un chariot élévateur, mais il faut s’y mettre à plusieurs pour le pousser). Il peut aussi détruire son environnement pour se faciliter la tâche (par exemple, utiliser un fil électrique pour projeter un appareil à travers le mur). 
Lorsque le niveau est terminé, une note allant de A+ à D est attribuée au joueur. Elle se base principalement sur le temps, mais il est possible que l’argent à dépenser pour réparer l’environnement du niveau et le nombre d’appareils électroniques détruits influent dessus (par exemple, si le joueur obtient une note de B sur le temps, mais qu’il possède un A+ au niveau des dépenses, alors la note finale vaut A).

## Accueil
- GameSpot : 7/10[2]
- Jeuxvideo.com : 14/20[1]